# Монтессори, Мария
Мари́я Те́кла Артеми́зия Монтессо́ри (итал. Maria Tecla Artemisia Montessori; 31 августа 1870 — 6 мая 1952) — итальянский врач и педагог, наиболее известна своей уникальной педагогической системой, основанной на идее свободного воспитания, которая носит её имя. Её педагогическая система до настоящего времени используется во многих государственных и частных школах по всему миру, действует Международная Монтессори-ассоциация.

## Биография

### Семья и рождение
Мария Монтессори родилась 31 августа 1870 года в Кьяравалле, Италия. Её отец, Алессандро Монтессори, был чиновником министерства финансов и работал на местной табачной фабрике. Её мать, Рениль Стоппани, была хорошо образована для того времени и приходилась двоюродной племянницей известному геологу и палеонтологу Антонио Стоппани. Мария была очень близка с матерью и отцом, хотя последний был не согласен с решением дочери получить образование.

### Образование (1883—1896)

#### Начальное образование
Отца Марии перевели по службе в 1873 году во Флоренцию, а в 1875 году — в Рим, куда он переехал с семьёй. Мария поступила в государственную начальную школу в Риме в 1876 году. Её ранние школьные годы были «не особенно примечательны», хотя она была награждена в 1-м классе грамотой за хорошее поведение, а в следующем учебном году — «за успехи в домоводстве».

#### Средняя школа
В 1883  или 1884 году, в возрасте 13 лет, Мария поступила в среднюю техническую школу Regia Scuola Tecnica Michelangelo Buonarroti, где изучала итальянский язык, арифметику, алгебру, геометрию, бухгалтерский учёт, историю и географию. Окончив школу в 1886 году с хорошими оценками, Мария в том же году продолжила обучение в техническом институте Regio Istituto Tecnico Leonardo da Vinci, где изучала итальянский язык, математику, историю, географию, начертательную геометрию, физику, химию, ботанику, зоологию и два иностранных языка. За время обучения Мария проявила способности к математике и поначалу намеревалась продолжить обучение инженерии, что было совершенно нехарактерным для девушек в то время. Однако к моменту окончания института (1890 год) она решила изучать медицину, что было ещё менее характерно для итальянского общества конца XIX века.

#### Римский университет — медицинская школа
Мария Монтессори в 1890 году поступила в университет Сапиенца на курс по естественным наукам и, сдав экзамены по ботанике, зоологии, экспериментальной физике, гистологии, анатомии, а также по общей и органической химии, в 1892 году получила диплом, который позволил ей в 1893 году поступить в том же университете в медицинскую школу . Мария была первой женщиной, поступившей в эту школу, ранее подобной практики не было, и встретила холодное, а порой откровенно враждебное отношение к себе со стороны некоторых однокурсников и профессоров. Поскольку руководство школы сочло неуместным её участие в занятиях по вскрытию трупов вместе с мужчинами-однокурсниками (ввиду того, что трупы использовались в обнажённом виде), Марии приходилось проводить вскрытия в одиночку, в нерабочее время. Это привело к тому, что одежда Марии пропиталась запахом формалина, и чтобы заглушить его, Мария была вынуждена прибегнуть к курению табака. Несмотря на негативную психологическую атмосферу, Мария успешно осваивала курс и уже на первом году обучения была награждена академической премией, а в 1895 году получила должность ассистента больницы, что позволило ей достаточно рано получить практический клинический опыт. В последние два года обучения она изучала педиатрию и психиатрию и работала в службе скорой помощи и кабинете педиатрического консультирования, став экспертом в детской медицине. В 1896 году Мария окончила университет по специальности «доктор медицины», став одной из первых женщин в истории Италии, окончивших курс медицины и одной из первых женщин — докторов наук. Диссертация Монтессори была опубликована в 1897 году в журнале Policlinico. После университета Мария нашла работу ассистента в университетской клинике, а также начала частную врачебную практику.

### Начало карьеры и семейная жизнь (1896—1901)
С 1896 по 1901 год Монтессори работала с так называемыми «френастеническими» детьми (в современных терминах — «дети, которые испытывают некоторую форму умственной отсталости, болезни или инвалидности»). Она также проявила себя как общественная деятельница — защитница прав женщин и детей с умственными недостатками, и вела активную общественную деятельность как в Италии, так и за её пределами.
В это время у Марии завязался роман с Джузеппе Монтессано, коллегой-врачом по университетской клинике, и 31 марта 1898 года у неё родился сын Марио (1898—1982). В этой ситуации Мария сочла нецелесообразным официально выходить замуж за Монтессано, и хотела сохранить в тайне отношения с Джузеппе при условии, что никто из них не вступит в брак с кем-либо ещё. Но Монтессано спустя некоторое время женился, после чего Мария решила покинуть университетскую клинику и поместить своего сына в приёмную семью — дальних родственников отца ребёнка. Первые годы своей жизни Марио провёл в деревне, затем Мария забрала мальчика, и он стал хорошим помощником матери в её исследованиях и общественной деятельности.

#### Работа с умственно отсталыми детьми и Ортофренический институт
С 1897 года Мария работала в университетской клинике и по долгу службы посещала детские приюты, где наблюдала детей с психическими расстройствами. Эти наблюдения создали хорошую основу для будущих трудов Монтессори. Изучив работы врачей и педагогов XIX века Эдуара Сегина и Жана Итара, Мария прониклась идеями Итара и создала на их основе организованную систему образования детей с ограниченными возможностями. Также в 1897 году Монтессори провела аудит университетских курсов по педагогике и прочитала «все основные работы по теории образования последних двухсот лет». В 1900 году Национальная лига защиты умственно отсталых детей открыла Scuola Magistrale Ortofrenica, или Ортофренический институт (англ. «Orthophrenic School» — медико-педагогический институт для подготовки учителей к обучению детей с умственными недостатками, Монтессори была назначена содиректором института. На первый курс института было зачислено 64 учителя, которые изучали психологию, анатомию и физиологию нервной системы, антропологические измерения, причины и характеристики умственной отсталости, а также специальные методы обучения. В течение двух лет, проведённых в институте, Монтессори разработала методики, которые позже адаптировала для использования с обычными детьми.
Институт имел большой успех, его деятельность привлекала внимание чиновников из департаментов образования и здравоохранения, общественных деятелей и учёных из Римского университета. В модельном классе Ортофренического института учились дети из обычных школ, которые считались «необразованными» из-за своих недостатков. Некоторые из этих детей впоследствии сдали экзамены по программе, ориентированной на так называемых «нормальных» детей.

#### Общественная деятельность
Ещё в 1897 году, выступая на Национальном конгрессе врачей в Турине, Монтессори говорила об ответственности общества за преступность среди несовершеннолетних. В 1898 году она написала несколько статей и выступила на первой педагогической конференции в Турине, призвав создать специальные классы и учреждения для детей с умственными недостатками, а также подготовить учителей для таких детей. В 1899 году Монтессори вошла в совет учреждённой Национальной лиги защиты умственно отсталых детей и была назначена лектором по гигиене и антропологии в одном из двух педагогических колледжей для женщин в Италии. В это время Монтессори ведёт активную пропаганду своих методик — читает курс лекций по специальным методам воспитания в школе подготовки учителей Римского колледжа, совершает 2-недельную поездку с лекциями для широкой аудитории.

### Дальнейшие исследования (1901—1906)
В 1901 году Монтессори покинула Ортофренический институт и оставила свою частную практику, а в 1902 году она поступила на курс философии в Римском университете (университетский курс философии того времени включал в себя многое из того, что в настоящее время относится к сфере психологии). В университете Мария изучила ряд психологических дисциплин, но не завершила курс обучения. В этот период Монтессори начала задумываться об адаптации своих методов обучения детей с умственными недостатками к системе общего образования . В течение ряда последующих лет Монтессори развивает направление, которое впоследствии назвала «научной педагогикой». В 1902 году она выступила с докладом на второй национальной педагогической конференции в Неаполе, в 1903 и 1904 годах публикует по две статьи по педагогике. В 1903 и 1904 годах Монтессори проводила антропологические исследования итальянских школьников, а в 1904 году стала преподавателем антропологии в педагогической школе в Римском университете и оставалась на этой должности до 1908 года. Сборник её лекций был издан в 1910 году отдельной книгой под названием «Педагогическая антропология».

### Casa dei Bambini и распространение идей Монтессори

#### Первый Casa dei Bambini
В 1906 году Монтессори пригласили наблюдать за воспитанием группы детей в многоквартирном доме для малообеспеченных семей в римском районе Сан-Лоренцо. Монтессори приняла это приглашение, поскольку была заинтересована в применении своих методик к нормально развивавшимся детям. 6 января 1907 года состоялось открытие учреждения, которое Мария предложила назвать «Casa dei Bambini» («Дом детей»). В «Доме детей» обучалось 50—60 детей в возрасте от двух до трёх и от шести до семи лет.
Классная комната в «Доме детей» была оборудована столом для учителя, доской, плитой, маленькими стульями, креслами и столами для детей, а также шкафом, где хранились учебные материалы, которые Монтессори разработала в Ортофреническом институте. Занятия для детей включали навыки самообслуживания — одевание и раздевание, вытирание пыли и подметание, а также уход за садом. Детям также показывали учебные материалы, разработанные Монтессори. Сама Мария Монтессори не вела занятий с детьми, а наблюдала за ходом занятий, которые вела под её руководством дочь строителя здания.
Наблюдения Монтессори легли в основу её метода обучения. Она обратила внимание на эпизоды глубокого внимания и концентрации детей, многократных повторений активности и их чувствительности к порядку в месте пребывания. Благодаря свободному выбору занятий дети больше интересовались практическими занятиями и учебными материалами Монтессори, нежели игрушками, которые были в их распоряжении, и были удивительно равнодушны к сладостям и другим «наградам». Со временем Монтессори стала замечать у детей спонтанные проявления самодисциплины.
Основываясь на своих наблюдениях, Монтессори реализовала ряд практик, которые стали отличительными чертами её образовательной философии и метода. Так, она заменила тяжёлую мебель на детские столы и стулья, достаточно лёгкие для того, чтобы дети могли их передвигать, и положила детские материалы на низкие, доступные полки. Она расширила спектр практических занятий, таких как уход за собой и наведение чистоты в помещении, а также ввела большой набор упражнений по уходу за окружающей средой и личной гигиене, включая расстановку цветов, мытьё рук, гимнастику, уход за домашними животными и приготовление пищи. Классные комнаты были просторными, студийного типа, заполненные светом и воздухом, и дети на уроках могли перемещаться по комнате, как им удобно. В своей книге Монтессори так описывает типичный день занятий, начинающийся в 09:00 и заканчивающийся в 16:00:
- 9:00 — 10:00 Приход. Приветствие. Личный осмотр (контроль чистоты). Практические упражнения: помочь друг другу снять и надеть фартуки, осмотреть, чисто ли в комнате. Беседы, где дети рассказывают о событиях предыдущего дня. Религиозные упражнения.
- 10:00 — 11:00 Интеллектуальные упражнения. Занятия с небольшими перерывами на отдых.
- 11 — 11:30. Простая гимнастика: обычные движения, выполняемые грациозно, выработка правильной осанки, ходьба, приветствия, упражнения на внимание, изящное размещение предметов.
- 11:30 — 12:00 Обед, короткая молитва.
- 12:00 — 13:00 Свободные игры.
- 13:00 — 14:00. Игры, по возможности, на открытом воздухе. В это время дети старшего возраста выполняют практические упражнения, убирают комнаты, вытирают пыль, приводят материалы в порядок. Личный осмотр (контроль чистоты), беседы.
- 14:00 — 15:00. Ручная работа. Лепка из глины, дизайн и др.
- 15:00 — 16:00. Коллективная гимнастика, пение, по возможности на свежем воздухе. Упражнения на реализацию задуманных планов, уход за растениями и животными.

Монтессори чувствовала, что, работая самостоятельно, дети могут достичь новых уровней развития и получить мотивацию для дальнейшего развития. Также она пришла к выводу, что признание всех детей личностями и соответствующее отношение к ним приведёт к более полной реализации потенциала каждого конкретного ребёнка. Она продолжала адаптировать и совершенствовать ранее разработанные материалы, изменяя или удаляя упражнения, которые дети реже выбирали. Основываясь на своих наблюдениях, Монтессори экспериментировала с предоставлением детям свободного выбора материалов, а также свободы передвижения и деятельности в пределах, заданных помещением. Монтессори стала рассматривать независимость как цель образования, а роль учителя — как наблюдателя и руководителя врождённого психологического развития детей.

#### Распространение Монтессори-образования в Италии
Первый «Casa dei Bambini» имел такой успех, что вскоре — 7 апреля 1907 года — было открыто второе аналогичное учреждение. Дети, обучавшиеся по методикам Монтессори, продолжали проявлять концентрацию, внимание и спонтанную самодисциплину, что привлекло внимание видных педагогов, журналистов и общественных деятелей. Осенью 1907 года Монтессори начала экспериментировать с учебными материалами для письма и чтения — буквами, вырезанными из наждачной бумаги и закреплёнными на досках, подвижными вырезанными буквами и карточками с картинками с этикетками. Четырёх- и пятилетние дети, изучавшие эти учебные материалы, быстро овладели навыками письма и чтения, намного превышающими ожидаемые для их возраста. Это привлекло ещё больше внимание к деятельности Монтессори. Ещё три «Дома детей» по модели Монтессори открылись в 1908 году, а в 1909 году итальянская Швейцария начала заменять в детских домах и детских садах использовавшиеся ранее методики Фрёбеля на методики Монтессори.
В 1909 году Монтессори провела первый курс подготовки учителей по своему методу в Читта-ди-Кастелло (провинция Перуджа). В том же году она описала свои наблюдения и методы обучения в книге под названием «Метод научной педагогики применительно к воспитанию детей в Домах детей» (итал. Il Metodo della Pedagogia Scientifica Applicato All'Educazione Infantile Nelle Case Dei Bambini). В Риме в 1910 году Монтессори провела ещё два учебных курса по своей методике, и ещё один — в Милане в 1911 году. Работы Монтессори стали распространяться по всему миру, и примерно в то же время она оставила свою медицинскую практику, чтобы посвятить больше времени воспитательной работе, развитию её методов и подготовке учителей. В 1919 году Монтессори ушла со своего поста в Римском университете.

### Международное признание и распространение Монтессори-образования (1909—1915)
С 1909 года труды Монтессори начали привлекать внимание зарубежных педагогов и чиновников, к концу 1911 года образование по «модели Монтессори» было официально введено в государственных школах Италии и Швейцарии, планы по его внедрению были в Великобритании. К 1912 году «школы Монтессори» открылись в Париже и ряде других западноевропейских городах, имелись планы по открытию таких школ в Аргентине, Австралии, Китае, Индии, Японии, Корее, Мексике, Сирии, США и Новой Зеландии. Методы Монтессори были включены в государственные образовательные программы в Лондоне, Йоханнесбурге, Риме и Стокгольме. В США и Великобритании были созданы национальные общества Монтессори-образования (Американский Комитет Монтессори и Общество Монтессори для Соединённого Королевства соответственно). В 1913 году в Риме прошёл первый международный учебный курс по Монтессори-образованию, в 1914 году — второй такой курс.
Работы Монтессори в этот период были переведены и опубликованы во многих странах мира. Издание «Il Metodo…» в переводе на английский язык быстро стало бестселлером в США. Переработанное итальянское издание «Il Metodo…» было опубликовано в 1913 году, за ним последовали издания в Великобритании, Швейцарии, России (в том числе на польском языке), в 1914 году — в Германии, Японии, Румынии, в 1915 — в Испании, в 1916 — в Нидерландах, в 1917 — в Дании. «Педагогическая антропология» была опубликована на английском языке в 1913 году. В 1914 году Монтессори опубликовала на английском языке «Собственное руководство доктора Монтессори» — практическое руководство по разработанным ей дидактическим материалам.

#### Монтессори в США
В 1911—1912 годах работы Монтессори приобрели широкую популярность в США, о них много писали в прессе, особенно в иллюстрированном ежемесячнике McClure's Magazine. Первая «школа Монтессори» в Северной Америке была открыта уже в октябре 1911 года в Тарритауне, штат Нью-Йорк. Вторая школа Монтессори на североамериканском континенте была открыта в доме известного изобретателя Александра Белла, который вместе с женой был приверженцем методов Монтессори , а к 1913 году в США было уже более 100 Монтессори-школ. Книга «Метод Монтессори» была переиздана в США шесть раз, и каждый тираж быстро расходился. Первый международный учебный курс по Монтессори-образованию был организован в 1913 году в Риме именно Американским комитетом Монтессори, и 67 из 83 участников были из США. Сама Мария Монтессори побывала в Соединённых Штатах в декабре 1913 года с трёхнедельным лекционным туром, который включал показ фильмов о её европейских классах. Тур прошёл с огромным успехом.
Мария Монтессори вновь посетила США в 1915 году при поддержке Национальной ассоциации образования, чтобы продемонстрировать свою работу на Панамо-Тихоокеанской международной выставке в Сан-Франциско и дать третий международный учебный курс. На выставке была установлена специальная зала со стеклянными стенами, где Монтессори демонстрировала свою методику в классе из 21 ученика, посмотреть на практику Монтессори приходили тысячи людей. Но в ноябре 1915 года у Марии умер отец, и она вернулась в Италию.
Несмотря на широкую популярность, у методов Монтессори в США были и влиятельные противники. Так, известный педагог Уильям Херд Килпатрик, последователь философа и реформатора образования Джона Дьюи, написал критическую книгу под названием «Изученный метод Монтессори», которая получила широкое распространение. Национальная ассоциация детских садов США также подвергла методы Монтессори серьёзной критике. Оппоненты Монтессори утверждали, что её метод является устаревшим, чрезмерно жёстким, слишком зависимым от тренировки чувств и оставляет детям слишком мало возможностей для воображения, социального взаимодействия и игры. Кроме того, стремление Марии Монтессори установить жёсткий контроль за использованием своего метода, в том числе за подготовкой учителей, разработкой и использованием учебных материалов и открытием новых школ, привело к многочисленным конфликтам. После отъезда Марии в 1915 году движение Монтессори в США быстро сошло на нет до 1952 года.

### Развитие Монтессори-образования в 1915—1939
В 1915 году Монтессори вернулась в Европу и поселилась в Барселоне, Испания. В течение следующих 20 лет Монтессори много путешествовала и читала лекции по Европе, проводила многочисленные курсы по подготовке учителей. Монтессори-образование получило сравнительно широкое распространение в Испании, Нидерландах, Великобритании и Италии.

#### Испания (1915—1936)
Свою деятельность в Барселоне в 1915 году Мария начала с небольшой учебной программы при поддержке правительства Каталонии, которая быстро превратилась в Школу Монтессори (исп. Escola Montessori), где учились дети в возрасте от трёх до десяти лет, и исп. Laboratori i Seminari de Pedagogia — научно-исследовательский и учебный институт. В 1916 году в Барселоне был проведён четвёртый международный курс по Монтессори-педагогике, где рассматривались материалы и методы, разработанные Марией в течение предыдущих пяти лет для обучения грамматике, арифметике и геометрии учеников начальной школы в возрасте от шести до двенадцати лет. В 1917 году Монтессори опубликовала свою работу в журнале L’autoeducazionne nelle Scuole Elementari («Самообразование в начальной школе»), которая была переведена на английский под названием «Продвинутый метод Монтессори» (англ. The Advanced Montessori Method). С начала 1920-х годов Движение за независимость Каталонии попыталось привлечь Марию на свою сторону и стало требовать, чтобы она выступила с публичным заявлением в поддержку независимости Каталонии. После того как Мария отказалась это сделать, её программы были лишены государственной поддержки. После военного переворота 1923 года правительство закрыло школы Монтессори в Барселоне и сократило поддержку Монтессори в Испании в целом; несмотря на это, Мария продолжала жить и работать в Барселоне в течение следующих двенадцати лет. В 1933 году, во время Второй республики правительство Испании восстановило государственную поддержку Монтессори, что позволило ей в 1934 году издать две книги — «Психогеометрия» и «Психоарифметика». Однако с началом гражданской войны в 1936 году политическая и военная ситуация вынудили Монтессори покинуть Испанию.

#### Нидерланды (1917—1936)
Нидерланды были одной из стран, активно поддержавших методику Монтессори. В 1917 году Мария читала лекции в Амстердаме, в том же году было основано Нидерландское общество Монтессори. В 1920 году Мария Монтессори вновь прочитала курс лекций по своей методике в Амстердамском университете, а к середине 1930-х годов в стране насчитывалось более 200 школ Монтессори. Кроме того, штаб-квартира AMI в 1935 году переехала в Амстердам и находится там до настоящего времени. Марио Монтессори, сын Марии, возглавлял AMI до своей смерти в 1982 году.

#### Великобритания (1919—1936)
В Великобританию методика Монтессори начала проникать в 1912—1914 годах и встречена была неоднозначно.Сама Мария Монтессори впервые посетила Великобританию в 1919 году, где провела международный учебный курс, который был встречен с большим интересом. Впоследствии, несмотря на скептицизм и сопротивление со стороны части британского образовательного сообщества, Мария Монтессори ежегодно проводила в Великобритании учебные курсы вплоть до начала Второй мировой войны.

#### Италия (1922—1934)
В 1922 году правительство Италии пригласило Марию Монтессори прочитать курс лекций, а также ознакомиться с работой итальянских «школ Монтессори». В том же году в Италии к власти пришло фашистское правительство Муссолини, которое поначалу благосклонно относилось к методике Монтессори. В 1923 году министр образования Италии и теоретик итальянского фашизма Джованни Джентиле выразил официальную поддержку «школам Монтессори» и подготовке учителей по
этой методике, а в 1924 году Муссолини лично принял Марию Монтессори и обещал ей официальную поддержку Монтессори-образования в рамках национальной программы. Группа самых первых последователей метода Монтессори в Италии — «Общество друзей метода Монтессори» (итал. Societa gli Amici del Metodo Montessori), была реорганизована в «Общество Монтессори» (итал. Opera Montessori) с уставом, утверждённым правительством, а почётным президентом Общества в 1926 году стал сам Муссолини. В 1927 году Муссолини основал педагогический колледж Монтессори, а правительство Италии до 1929 года поддерживало широкий круг «школ Монтессори». Однако, с 1930 года, после лекций Марии Монтессори о мире и образовании у неё начался конфликт с правительством Муссолини по идеологическим вопросам. Это привело к тому, что с 1932 году за Марией и её сыном спецслужбы Муссолини установили слежку. В 1933 году Мария ушла в отставку со всех постов в Обществе Монтессори, а в 1934 году покинула Италию. Правительство Муссолини закрыло в стране «школы Монтессори» в 1936 году.

#### Другие страны
В период с 1913 по 1936 годы Монтессори-школы и Монтессори-общества были созданы во Франции, Германии, Швейцарии, Бельгии, СССР, Сербии, Канаде, Индии, Китае, Японии, Индонезии, Австралии и Новой Зеландии.

#### Международная Монтессори-ассоциация
В 1929 году в Эльсиноре, Дания, состоялся первый Международный Монтессори-конгресс в связи с пятой конференцией Нового образовательного сообщества. На этом мероприятии Монтессори и её сын Марио основали Международную Монтессори-ассоциацию (англ. Association Montessori Internationale, AMI), чтобы «контролировать деятельность школ и обществ по всему миру и контролировать подготовку учителей». AMI также контролировала авторские права на публикации Марии Монтессори и выпуск одобренных ей дидактических материалов. Первыми спонсорами AMI были Зигмунд Фрейд, Жан Пиаже и Рабиндранат Тагор.
В связи с ростом военной угрозы в Европе Мария Монтессори в своей деятельности уделяла большое внимание борьбе за мир. В 1932 году Монтессори выступила с докладом о мире и образовании на втором Международном Монтессори-конгрессе в Ницце; эта лекция была опубликована Международным бюро образования в Женеве. В 1932 году Монтессори выступила в Международном клубе мира в Женеве на тему «Мир и образование». С 1932 по 1939 годы Мария Монтессори проводила конференции в защиту мира в Женеве, Брюсселе, Копенгагене и Утрехте, её выступления впоследствии были опубликованы на итальянском языке под названием Educazione e Pace, а также на английском языке.

#### Ларен, Нидерланды (1936—1939)
В 1936 году Мария Монтессори и её семья покинули Барселону и переехали сначала в Великобританию, а затем в Нидерланды, в город Ларен, недалеко от Амстердама. Мария вместе с сыном продолжали разрабатывать новые учебные материалы, в том числе для изучения грамматических символов, ботанической номенклатуры и других. В 1937 году был проведён VI Международный Монтессори-конгресс на тему «Образование для мира», где Мария Монтессори призвала к «науке о мире» и рассказала о значении образования для ребёнка как ключа к реформированию общества. В 1938 году Монтессори была приглашена в Индию Теософским обществом для проведения курса обучения своим методикам, и в 1939 году покинула Нидерланды вместе с сыном.

### Монтессори в Индии (1939—1946)
В Индии читала лекции в Мадрасе, Карачи и других городах, а позже открыла свою школу в Кодайканале, которая работала во время Второй мировой войны. Совместно с сыном они продолжали развивать свой метод обучения. Термин «космическое образование» был введён для описания подхода к детям в возрасте от шести до двенадцати лет, который подчёркивал взаимозависимость всех элементов мира природы. Дети работали непосредственно с растениями и животными в их естественной среде, и Монтессори разработала уроки, иллюстрации, диаграммы и модели для детей младшего возраста. Был разработан учебный материал для изучения ботаники, зоологии и географии. Между 1942 и 1944 годами эти материалы были включены в расширенный курс по работе с детьми в возрасте от шести до двенадцати лет, а впоследствии изданы в виде двух книг: «Образование для нового мира» и «Воспитание человеческого потенциала».
Находясь в Индии, Монтессори наблюдала за детьми и подростками всех возрастов и занималась исследованиями детей в младенчестве. В 1944 году она прочитала серию из тридцати лекций о первых трёх годах жизни человека, эти лекции были собраны в 1949 году в книге «Что вам следует знать о своём ребёнке».
В 1944 году Мария Монтессори посетила Шри-Ланку, а в 1945 году приняла участие в первой Всеиндийской Монтессори-конференции в Джайпуре. В 1946 году, после окончания войны, Монтессори с семьёй вернулась в Европу.

### Последние годы (1946—1952)
В 1946 году, в возрасте 76 лет, Мария вернулась в Амстердам, и следующие шесть лет она провела в Европе, периодически навещая Индию. В 1946 году она провела учебный курс в Лондоне, а в 1947 году открыла там учебный институт — центр Монтессори. Через несколько лет этот центр стал независимым от Монтессори и продолжил свою деятельность как Учебный центр Святого Николая. В 1947 году Мария посетила Италию, чтобы восстановить Общество Монтессори, и провела там два учебных курса. В том же 1947 году она посетила Индию и прочитала курсы в Адьяре и Ахмадабаде. Эти курсы были обобщены в книге «Впитывающий разум», в которой Монтессори описала развитие ребёнка с рождения и представила концепцию «четырёх планов развития». В 1948 году она вновь переработала свой труд «Il Metodo» и опубликовала на английском языке под названием «Открытие ребёнка». В 1949 году Монтессори провела курс обучения в Пакистане, где была основана Монтессори-ассоциация Пакистана. В 1949 году Монтессори приняла участие в VIII Международном конгрессе Монтессори в Сан-Ремо, где был продемонстрирован модельный класс. В том же году был создан первый учебный курс для детей от рождения до трёх лет, получивший название Scuola Assistenti all’infanzia.
Мария Монтессори была награждена орденом Почётного легиона Франции, стала офицером Ордена Оранских-Нассау, в 1950 году ей была присвоена степень почётного доктора Амстердамского университета. В 1950 году она представляла Италию на конференции ЮНЕСКО во Флоренции, провела 29-й международный учебный курс в Перудже и национальный курс в Риме, опубликовала пятое издание Il Metodo с новым названием La Scoperta del Bambino («Открытие ребёнка»), в 1951 году участвовала в IX Международном конгрессе Монтессори в Лондоне и провела учебный курс в Инсбруке. За активную борьбу за мир Мария Монтессори трижды — в 1949, 1950 и в 1951 годах номинировалась на Нобелевскую премию мира.
Мария Монтессори скончалась от кровоизлияния в мозг 6 мая 1952 года в возрасте 81 года в Нордвейке-ан-Зе, Нидерланды.

## Метод Монтессори
Одним из многих достижений Монтессори был метод обучения детей младшего возраста, получивший всемирное признание как «метод Монтессори», подробно описанный в одноимённой книге. Этот метод делает акцент на развитие собственной инициативы и естественных способностей ребёнка, главным образом путём практических игр. Метод Монтессори позволяет детям развиваться в своём собственном темпе и даёт учителям новое понимание развития ребёнка. Педагоги, следовавшие методу Монтессори, создавали особые условия для удовлетворения потребностей учащихся в трёх возрастных группах: 2—2,5 года, 2,5—6 лет и 6—12 лет. Дети обучаются через действия, которые включают исследования, манипуляции, упорядочение, повторение, абстракцию и общение. В первых двух возрастных группах учителя поощряют детей открыто выражать свои эмоции во время исследований и манипулирования различными предметами. В старшей возрастной группе дети осваивают абстрактные понятия, основываясь на только что сформированной силе мышления, воображения и творческих способностях.
По оценке американской исследовательницы жизни и деятельности Монтессори Р. Крамер, «основные работы, опубликованные до 1920 года („Метод Монтессори“, „Педагогическая антропология“, „Усовершенствованный метод Монтессори — самостоятельная деятельность в образовании“ и „Элементарный материал Монтессори“), были написаны Марией на итальянском языке и переведены под руководством автора».
Русский философ и педагог С. И. Гессен, анализируя метод Монтессори, критиковал его за механистичность, пренебрежение игрой и воображением, детским творческим началом, тогда как основатель детской педагогики Ф. Фрёбель ориентировался на рост личности ребёнка, требующий все усложняющегося и разностороннего материала, который «обращался бы к его душе, как к целому». Гессен делает вывод о том, что «изолированность отдельных чувств, характеризующая систему Монтессори, по необходимости должна продолжаться и внутри детского общества, в отношениях детей друг к другу». Отвергая всякие наказания, Монтессори всё же признаётся в том, что методы принуждения применять приходится — например, изолируя шалунов в углу, вдали от детской компании. 

«Понятие образования определяется ею всецело материалом, подлежащим воспитанию. Что должно воспитать? — вот вопрос, который она только и ставит, естественно отвечая на него: надо воспитать в человеке все, что только находит в нём физиология и психология! Поэтому она вполне последовательно включает в свою систему воспитания и воспитание, например, вкуса и обоняния, не задавая себе даже вопроса: для чего необходимо развитие этих чувств, какую цель может оно преследовать… Всесторонне развитой человек — это не тот, у которого развиты зрение, слух, осязание, обоняние, но прежде всего тот, кто приобщился ко всем ценностям культуры, то есть владеет методом научного мышления, понимает искусство, чувствует право, обладает хозяйственным складом деятельности. В этом отношении Фрёбель гораздо глубже понимал задачу образования ребёнка».— «Основы педагогики»

## Память

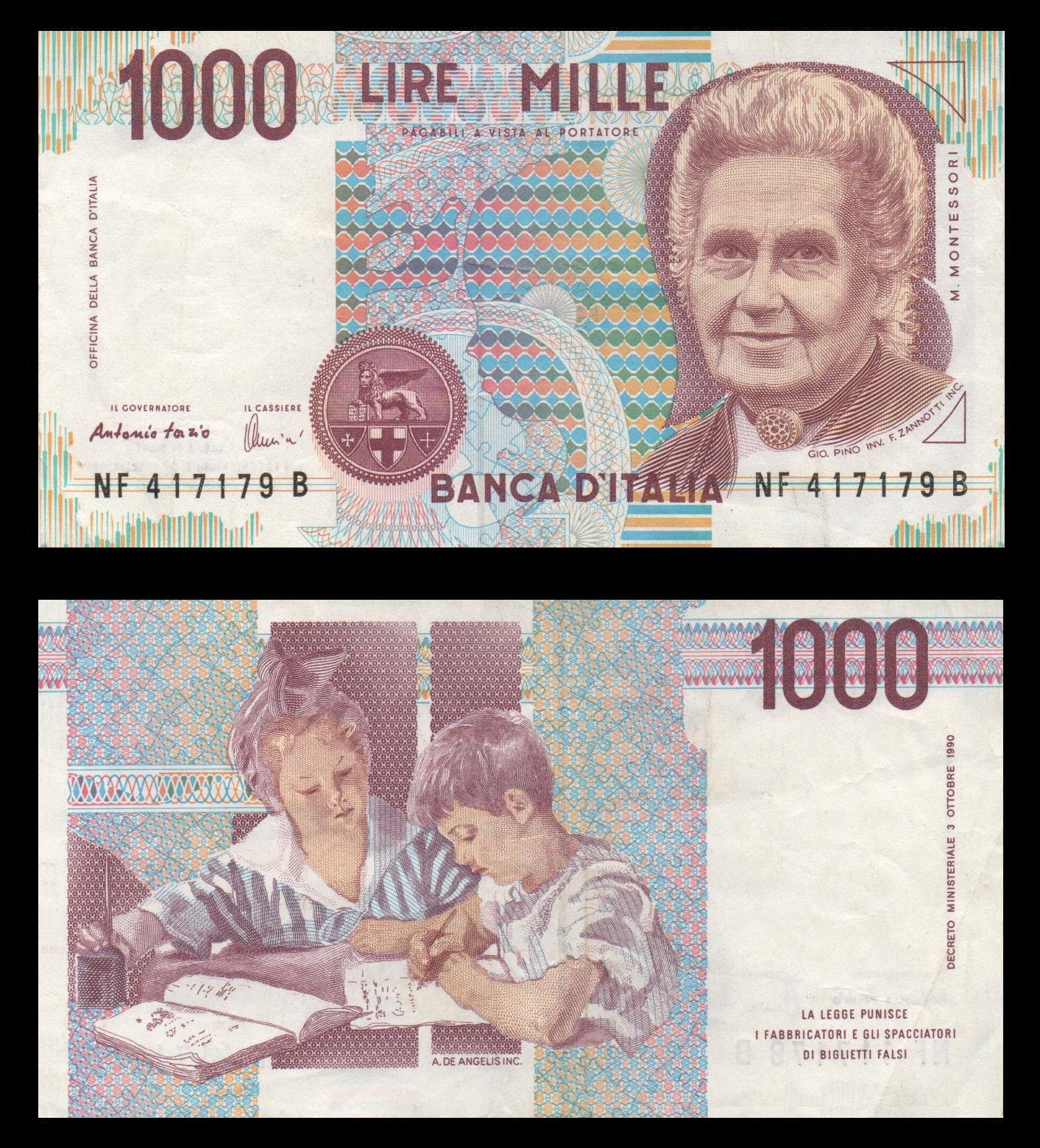
Банкнота Италии, посвящённая Марии Монтессори

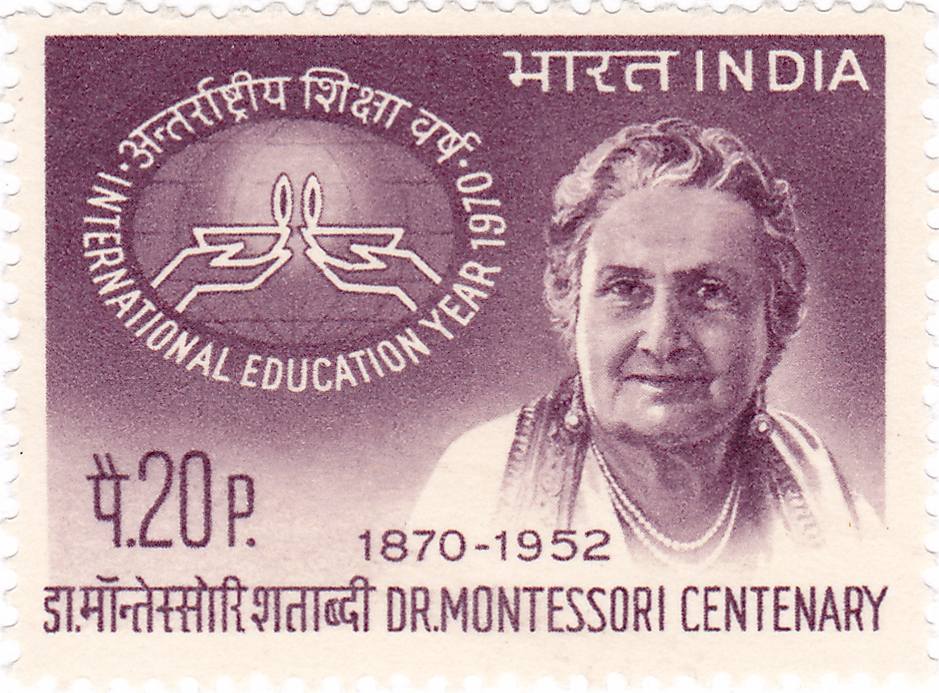
Марка Индии к 100-летию Марии Монтессори

- Одним из свидетельств международного признания Марии Монтессори стало известное решение ЮНЕСКО (1988), касающееся всего четырёх педагогов, определивших способ педагогического мышления в XX веке: американца Джона Дьюи, немца Георга Кершенштейнера, итальянки Марии Монтессори и советского педагога Антона Макаренко[125][126].
- В её честь назван кратер Монтессори на Венере.
- Изображение школ Марии Монтессори и её самой размещены на монетах и банкнотах Италии, а также на марках Нидерландов, Индии, Италии, Мальдивских Островов, Пакистана и Шри-Ланки. Итальянская юбилейная монета в честь Марии Монтессори достоинством 200 лир 1980 года выпуска была отчеканена тиражом 48,5 млн штук.

## Публикации

### На русском языке
- Монтессори М. Мой метод. — М.: АСТ; Астрель, 2006. — ISBN 5-271-12674-0, 5-17-029515-4.
- Монтессори М. Помоги мне это сделать самому. — М.: Карапуз-дидактика, 2007. — ISBN 978-5-8403-0100-5.
- Монтессори М. Дети-другие. — М.: Карапуз, 2012. — ISBN 978-5-9715-0448-1.
- Монтессори М. Дом ребёнка. Метод научной педагогики. — М.: АСТ; Астрель, 2005. — ISBN 5-17-031934-7, 5-271-11751-0.
- Монтессори М. Мария Монтессори.Дети-другие.Уникальная методика раннего развития. — М.: АСТ, 2015. — ISBN 978-5-17-085420-2.
- Монтессори М. Мой  метод. Начальное  обучение. — М.: АСТ, 2007. — ISBN 978-5-17-029515-9.
- Монтессори М. Ребёнок по Монтессори ест все подряд и не кусается. — М.: АСТ, 2014. — ISBN 978-5-17-094509-2.
- Монтессори М. Впитывающий  разум ребёнка. — М.: Благотворительный фонд «Волонтёры», 2011. — ISBN 978-5-903884-08-7.
- Монтессори М. Помоги мне сделать это самому : Статьи, советы и рекомендации. — М.: Карапуз, 2002. — ISBN 5-8403-0100-0.
- Монтессори М. Мария Монтессори. После 6 месяцев уже поздно. Уникальная методика раннего развития. — М.: АСТ, 2015. — ISBN 978-5-17-085798-2.
- Монтессори М. Полный курс воспитания. — М.: АСТ, 2017. — ISBN 978-5-17-100314-2.
- Монтессори М. Научная педагогика. Том 1. Дом ребёнка. — М.: Народная книга, 2014. — ISBN 978-5-9904559-4-8.
- Монтессори М. Научная педагогика. — Т. 2: Элементарное образование. — М.: Народная книга, 2014. — ISBN 978-5-9904559-5-5.
- Монтессори М. Ребёнок в Храме. — М.: Благотворительный фонд «Волонтёры», 2013. — ISBN 978-5-903884-10-0.
- Монтессори М. Мой метод: Руководство по воспитанию детей от 3 до 6 лет. — М.: Центрполиграф, 2011. — ISBN 978-5-227-02701-6.
- Монтессори М. Самовоспитание и самообучение в начальной школе. — М.: Карапуз, 2009. — ISBN 978-5-8403-1615-3.
- Монтессори М. Математика по методу Монтессори для детей 5—8 лет. — М., 2016. — ISBN 978-5-99045-591-7.

### На других языках
- (1909) Il Metodo della Pedagogia Scientifica applicato all’educazione infantile nelle Case dei Bambini, переиздание — 1913, 1926, 1935; переработана и издана в 1950 под названием La scoperta del bambino
  - (1912) The Montessori Method: Scientific Pedagogy as Applied to Child Education in the Children’s Houses
  - (1948) The Discovery of the Child
- (1910) Antropologia Pedagogica
  - (1913) Pedagogical Anthropology
- (1914) Dr. Montessori’s Own Handbook
  - (1921) Manuale di pedagogia scientifica
- (1916) L’autoeducazione nelle scuole elementari
  - (1917) The Advanced Montessori Method, Vol. I: Spontaneous Activity in Education; Vol. II: The Montessori Elementary Material.
- (1922) I bambini viventi nella Chiesa
  - (1929) The Child in the Church, Maria Montessori’s first book on the Catholic liturgy from the child’s point of view.
- (1923) Das Kind in der Familie (German)
  - (1929) The Child in the Family
  - (1936) Il bambino in famiglia
- (1934) Psico Geométria (Spanish)
  - (2011) Psychogeometry
- (1934) Psico Aritmética
  - (1971) Psicoaritmetica
- (1936) L’Enfant(French)
  - (1936) The Secret of Childhood
  - (1938) Il segreto dell’infanzia
- (1948) De l’enfant à l’adolescent
  - (1948) From Childhood to Adolescence
  - (1949) Dall’infanzia all’adolescenza
- (1949) Educazione e pace
- (1949) Peace and Education
- (1949) Formazione dell’uomo
  - (1949) The Formation of Man
- (1949) The Absorbent Mind
  - (1952) La mente del bambino. Mente assorbente
- (1947) Education for a New World
  - (1970) Educazione per un mondo nuovo
- (1947) To Educate the Human Potential
  - (1970) Come educare il potenziale umano

## Комментарии
1. ↑  Монтессори часто называют первой женщиной-врачом в Италии, но на самом деле первой женщиной-врачом была Эрнестина Пейпер, которая получила медицинское образование во Флоренции в 1877 году и стала практикующим врачом с 1878 года[18].

### На русском языке
- Александра Лосева. Монессори, Мария // Энциклопедия «Кругосвет».
- Монтессори, Мария // Многоножки — Мятлик. — М. : Советская энциклопедия, 1954. — С. 260. — (Большая советская энциклопедия : [в 51 т.] /  гл. ред. Б. А. Введенский ; 1949—1958, т. 28).

### На других языках
- Flaherty, T. Maria Montessori(1870–1952) (англ.).
- Hainstock, Elizabeth. The Essential Montessori (англ.). — New York: The New American Library[англ.], 1978. — ISBN 0-451-61695-2.
- Kramer, Rita. Maria Montessori (англ.). — Chicago: University of Chicago Press, 1976. — ISBN 0-201-09227-1.
- Lillard, Angeline. Montessori: The Science Behind the Genius (англ.). — New York: Oxford University Press, 2005. — ISBN 0-19-516868-2.
- Lillard, Paula Polk. Montessori: A Modern Approach (англ.). — New York: Schocken Books[англ.], 1972. — ISBN 080520394X.
- Lillard, Paula Polk. Montessori Today (англ.). — New York: Schocken Books[англ.], 1996. — ISBN 9780805210613.
- Montessori, Maria. The Montessori method: Scientific pedagogy as applied child education in "The Children's Houses", with additions and revisions by the author (англ.). — New York: Frederick A. Stokes Company.
- Montessori, Maria. The Discovery of the Child (англ.). — Madras: Kalkshetra Publications Press, 1948.
- Montessori, Maria. The Absorbent Mind (англ.). — Madras: Theosophical Publishing House, 1949.
- Montessori, Maria. Dr. Montessori's Own Handbook (англ.). — New York: Frederick A. Stokes Company, 1914.
- Montessori, Maria. The Montessori Method (англ.). — New York: Frederick A. Stokes Company, 1912.
- Montessori, Maria. The Secret of Childhood (англ.). — New York: Longmans, Green, 1936.
- Standing, E.M. Maria Montessori: Her Life and Work (англ.). — New York: Plume, 1957. — ISBN 0-452-26090-6.
- Trabalzini, Paola. Maria Montessori Through the Seasons of the Method (англ.) // The NAMTA Journal. — 2011. — Vol. 36, no. 2.